# R-60

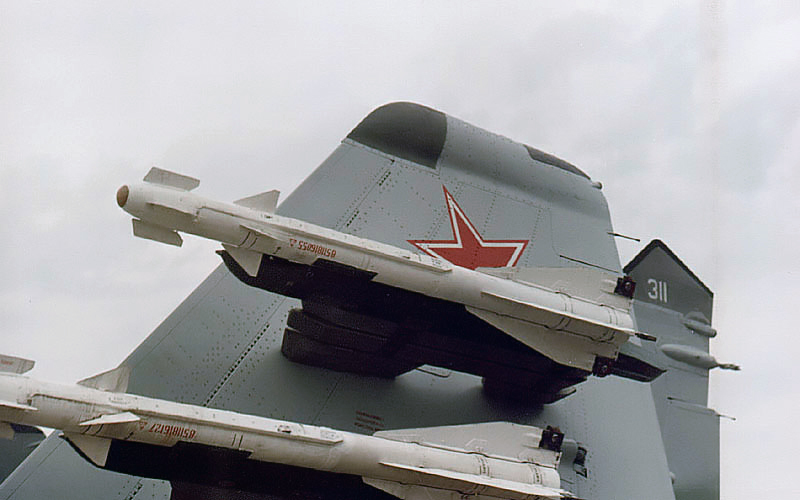

R-60 – radziecki/rosyjski lekki pocisk rakietowy przeznaczony do zwalczania celów powietrznych na krótkich dystansach, w warunkach walki powietrznej, naprowadzany termicznie (na źródło promieniowania podczerwonego). W nomenklaturze NATO pocisk nosi oznaczenie AA-8 Aphid (z ang. mszyca). Pocisk ten był eksportowany do wielu krajów i nadal pozostaje w uzbrojeniu wielu sił zbrojnych.

## Historia
Opracowanie pocisku R-60 rozpoczęto pod koniec lat 60. w biurze konstrukcyjnym NPO „Mołnia” (НПО «Молния»), obecnie GosMBK „Wympieł” (ГосМКБ «Вымпел»). Oficjalnie pierwsza wersja pocisku R-60 oznaczona jako R-60T (kod NATO Aphid-A) weszła do uzbrojenia w 1974 roku, jako wyposażenie samolotu myśliwskiego MiG-23.

## Konstrukcja pocisku R-60
Pocisk R-60 jest jednym z najmniejszych pocisków klasy powietrze-powietrze na świecie. Całkowita masa wynosi 44 kg z czego 3,7 kg to głowica bojowa z radarowym zapalnikiem zbliżeniowym. Zgodnie ze źródłami rosyjskimi skuteczny zasięg pocisku zawiera się pomiędzy 300 a 4000 metrów, chociaż jako zasięg maksymalny podaje się 10 km przy atakowaniu celów na dużych wysokościach.
Należy on do pocisków typu wystrzel i zapomnij, co oznacza, że po odpaleniu sam naprowadza się na cel bez konieczności ingerencji w tor jego lotu przez zewnętrzne systemy naprowadzające.
Detektor podczerwieni pocisku jest chłodzony ciekłym gazem w celu zapobieżenia oślepieniu przez odbicia od powierzchni wody i lądu. Kąt przeszukiwania detektora wynosi 60°. Wybór celu może być realizowany poprzez celownik nahełmowy pilota, a skuteczny atak może być przeprowadzony na odległość od 300 metrów do 3 km.
Unowocześniona i wprowadzona w 1982 roku do uzbrojenia wersja pocisku R-60M (kod NATO Aphid-B) została wyposażona w chłodzony detektor podczerwieni o większej czułości i poszerzonym do 40° kątem śledzenia celu. Nowa wersja pocisku jest zdolna do atakowania celów z jeszcze mniejszej odległości 200 metrów i posiada laserowy zapalnik zbliżeniowy.
Opracowano także wersję pocisku wyposażonego w głowicę prętową zawierającą 1,6 kg zubożonego uranu, dla zwiększania penetracji odłamków.
Wersja eksportowa pocisku R-60MK (kod NATO Aphid-C) może być naprowadzana przy pomocy celownika nahełmowego, stosowanego między innymi w samolotach MiG-29.
Od 1999 roku zmodyfikowana wersja pocisku była używana w jugosłowiańskim zestawie przeciwlotniczym M55A3B1.
R-60 stanowi wyposażenie samolotów MiG-21, MiG-25, MiG-27, MiG-29, MiG-31, Su-17/20,22, Su-24, Su-25, Jak-28, Jak-38, Jak-141 oraz śmigłowców bojowych Mi-24 oraz Ka-50. Pomimo wprowadzenia do uzbrojenia nowocześniejszych pocisków R-73, R-60 nadal pozostają w uzbrojeniu wielu armii.